# Richard William Howard Vyse
Le major-général Richard William Howard Vyse, né le 25 juillet 1784 à  Stoke Poges (Angleterre) où il meurt le 8 juin 1853, est un militaire, un anthropologue, ainsi qu'un égyptologue de nationalité britannique. Vyse visite l’Égypte pour la première fois en 1835 faisant la connaissance de Giovanni Battista Caviglia. En 1836, Vyse et Caviglia entament les fouilles à Gizeh. L'association Vyse/Caviglia ne se passe pas bien et en 1837 il fait équipe avec l'ingénieur John Shae Perring. Il fouille de nombreuses pyramides de la région memphite en Égypte, n'hésitant pas à faire usage de la poudre à canon.

## Découverte
Vyse fait une découverte très notable dans la Grande Pyramide de Gizeh. Après que Giovanni Battista Caviglia abandonne l'idée d'exploser le côté sud de la chambre de détente (chambre de Davison 1765), Vyse soupçonne qu’il y a une autre chambre sur le dessus de la chambre de Davison, puisqu’il pouvait insérer un roseau « d'environ deux pieds » vers le haut à travers une fissure dans une cavité. Il fait donc exploser directement le côté nord, pendant trois mois et demi, trouvant quatre chambres supplémentaires. Vyse nomme ces chambres des noms de ses amis et collègues; chambre de Wellington, chambre de Nelson, chambre de Lady Arbuthnot et la Chambre de Campbell. 
Vyse émet une forte réfutation rejetant l’accusation de Caviglia, qu’il l'avait informé de ses soupçons qu’il y avait probablement une autre chambre directement au-dessus de la chambre de Davison. Selon Caviglia, Vyse trahit sa confiance et le fait retirer du site de Gizeh afin de réclamer la découverte pour lui-même.
Il y trouve le cartouche du roi Khéops tracé sur un des immenses et lourds blocs en granit de la chambre de décharge.
Le cartouche de Khéops se trouve sur le plafond sud à l'extrémité ouest ; parmi un certain nombre d'égyptologues, Mark Lehner a pu voir ce cartouche lors de son séjour d'études dans les années 1970, et en publie la photo en 1997.
Vyse n'hésite pas à utiliser de la poudre à canon, pour explorer la grande pyramide et ainsi faire sa découverte du cartouche et de la chambre du roi.
Certains soupçonnent Vyse d'avoir dessiné lui-même le cartouche de Khéops, mais cette hypothèse est contredite par plusieurs points :
- L’égyptologie n'en étant qu'à ses débuts, et Vyse étant plus un aventurier qu'un érudit en hiéroglyphes, qu'est ce qui aurait stimulé Vyse à dessiner ce cartouche ? En effet, la polémique sur l'identité de la grande pyramide est apparue bien plus tard, à partir du XXe siècle.

- Un autre point et non des moindres est que le célèbre égyptologue Anglais William Matthew Flinders Petrie découvre en 1903 la célèbre minuscule statuette de Khéops, sur laquelle on peut voir à gauche de son trône, le cartouche de Khéops identique à celui que Vyse a découvert dans la grande pyramide.

Vyse a aussi exploré la pyramide de Mykérinos qui fait partie des trois pyramides du plateau de Gizeh. Il se fraye un chemin à l'intérieur et trouve le sarcophage du roi.
Bien que vide, le sarcophage de marbre était une découverte importante, et un trésor précieux. Logiquement, toutes les trouvailles de Vyse auraient dû revenir à Méhémet Ali, le pacha Ottoman qui gouvernait l'Égypte après le départ de Bonaparte. Mais Vyse, aventurier, a choisi de ne pas l'informer de sa découverte. C'est ainsi qu'il décide d'acheminer le sarcophage vers le British Museum.
Le sarcophage est embarqué sur un bateau nommé Beatrice et à l'automne 1838, le Beatrice quitte Alexandrie avec sa précieuse cargaison. Le voyage ne se passe pas comme prévu, certains disent que le bateau a été arrêté en Italie, d'autres à Chypre. Ce qui est certain c'est que le sarcophage n'atteignit jamais l'Angleterre.
Même si Vyse est coupable de plusieurs crimes archéologiques, il nous a néanmoins transmis un croquis détaillé du sarcophage.

## Publication
- Operations carried on at the pyramids of Gizeh, 1840-1842 ;